# Міжнародна асоціація аматорського боксу
Міжнародна асоціація аматорського боксу (англ. Amateur International Boxing Association, скор. англ. AIBA) — керівний орган аматорського боксу на міжнародному рівні, який надає звання чемпіона світу та у підлеглих чемпіонатах, організовує боксерські поєдинки, в тому числі боксерські чемпіонати світу і бої на Олімпійських іграх.
Асоціацію заснували під час літніх Олімпійських ігор 1920 року в Антверпені, представники національних асоціацій Англії, Франції, Бельгії, Бразилії та Нідерландів. 24 серпня 1920 року засновано Міжнародну федерацію аматорського боксу (фр. Federation Internationale de Boxe Amateur, FIBA).
FIBA була розпущена в листопаді 1946 року через втрату довіри до деяких керівників організації, у зв'язку з їх поведінкою у Другій світовій війні. На її місце покликано Міжнародну асоціацію аматорського боксу.
Шістдесят років потому, AIBA почала керувати боксом на Олімпійських іграх без використання слова «аматор».
У 2010 році була створена напівпрофесійна Світова серія боксу (англ. World Series of Boxing).
До складу асоціації входить 195 національних федерацій боксу з шести континентів, зокрема Федерація боксу України.
Президентом федерації є росіянин Умар Кремльов.

## Скандали
У вересні 2022 року AIBA намагалася змусити збірну України виступити на юніорському чемпіонаті Європи в Італії під нейтральним прапором. Спортсмени відмовилися від участі в змаганнях. Раніше AIBA призупинила діяльність Федерації боксу України через незгоду з тим, що новим президентом ФБУ став Кирило Шевченко, а Володимира Продивуса було усунено з цієї посади. У результаті Продивуса було призначено координатором збірної України з боксу рішенням IBA. 4 жовтня AIBA оголосила, що українські боксери можуть виступати під національними прапорами. Наступного дня AIBA оголосила, що повертає до участі в змаганнях російських та білоруських боксерів, бо вона зберігає "політичний нейтралітет". Причому їх повертають навіть не в нейтральному статусі, хоча формально до грудня 2022 року діють допінгові санкції проти Росії.